# Намібія на літніх Олімпійських іграх 1992
Намібія брала участь у Літніх Олімпійських іграх 1992 року у Барселоні (Іспанія) уперше за свою історію, і завоювала дві срібні медалі. Це перші олімпійські медалі збірної Намібії. Країна була представлена 6 спортсменами (5 чоловіками та 1 жінкою) у 3 видах спорту: легка атлетика, бокс і плавання. Прапороносцем на церемоніях відкриття та закриття Олімпійських ігор був бігун Френкі Фредерікс. Олімпійська збірна Намібії посіла 41-ше неофіційне загальнокомандне місце.

## Медалісти
| Медаль | Спортсмен        | Вид спорту     | Дисципліна      |
| ------ | ---------------- | -------------- | --------------- |
| Срібло | Френкі Фредерікс | Легка атлетика | 100 м, чоловіки |
| Срібло | Френкі Фредерікс | Легка атлетика | 200 м, чоловіки |

## Бокс
| Категорія | Спортсмен    | 1-й раунд                              | 2-й раунд          | 3-й раунд          | Чвертьфінал        | Півфінал           | Фінал             | Фінал             |
| Категорія | Спортсмен    | Суперник Результат                     | Суперник Результат | Суперник Результат | Суперник Результат | Суперник Результат | Місце             |                   |
| --------- | ------------ | -------------------------------------- | ------------------ | ------------------ | ------------------ | ------------------ | ----------------- | ----------------- |
| до 67 кг  | Гаррі Саймон | Анібаль Сантьяго Асеведо (PUR) L 11-13 | завершив змагання  | завершив змагання  | завершив змагання  | завершив змагання  | завершив змагання | завершив змагання |

## Легка атлетика
Чоловіки
| Спортсмен        | Дисципліна | Гіт       | Гіт   | Чвертьфінал | Чвертьфінал | Півфінал  | Півфінал | Фінал        | Фінал        |
| Спортсмен        | Дисципліна | Результат | Місце | Результат   | Місце       | Результат | Місце    | Результат    | Місце        |
| ---------------- | ---------- | --------- | ----- | ----------- | ----------- | --------- | -------- | ------------ | ------------ |
| Френкі Фредерікс | 100 м      | 10.29     | 1 Q   | 10.13       | 1 Q         | 10.17     | 1 Q      | 10.02        | 2            |
| Френкі Фредерікс | 200 м      | 20.74     | 1 Q   | 20.02       | 1 Q         | 20.14     | 1 Q      | 20.13        | 2            |
| Туїгалені Каєле  | марафон    | Н/Д       | Н/Д   | Н/Д         | Н/Д         | Н/Д       | Н/Д      | 2:31.41      | 69           |
| Лукец Свартбоої  | марафон    | Н/Д       | Н/Д   | Н/Д         | Н/Д         | Н/Д       | Н/Д      | не фінішував | не фінішував |

## Плавання
Чоловіки
| Спортсмени     | Дисципліна   | Гіт     | Гіт   | ФіналВ     | ФіналВ     | Фінал      | Фінал      |
| Спортсмени     | Дисципліна   | Час     | Місце | Час        | Місце      | Час        | Місце      |
| -------------- | ------------ | ------- | ----- | ---------- | ---------- | ---------- | ---------- |
| Йорг Ліндемеєр | 100 м брасом | 1:06.34 | 43    | не пройшов | не пройшов | не пройшов | не пройшов |
| Йорг Ліндемеєр | 200 м брасом | 2:24.88 | 40    | не пройшов | не пройшов | не пройшов | не пройшов |

Жінки
| Спортсмени  | Дисципліна           | Гіт     | Гіт   | ФіналВ     | ФіналВ     | Фінал      | Фінал      |
| Спортсмени  | Дисципліна           | Час     | Місце | Час        | Місце      | Час        | Місце      |
| ----------- | -------------------- | ------- | ----- | ---------- | ---------- | ---------- | ---------- |
| Моніка Даль | 50 м вільним стилем  | 27.45   | 37    | не пройшла | не пройшла | не пройшла | не пройшла |
| Моніка Даль | 100 м вільним стилем | 59.05   | 35    | не пройшла | не пройшла | не пройшла | не пройшла |
| Моніка Даль | 100 м батерфляєм     | 1:06.58 | 46    | не пройшла | не пройшла | не пройшла | не пройшла |